# Lista de transferências nacionais de poder em 2023
A seguir está uma lista de transferências de poder entre chefes de Estado nacionais, chefes de governo, primeiros-ministros e outros cargos equivalentes no ano de 2023. Todos os países que atuam como Estados soberanos de facto, de acordo com os critérios da Lista de Estados soberanos, estão incluídos.

## Chefes de Estado
| Data   | País                            | Cargo             | Incumbente                       | Partido                                  | Entrando                          | Partido                                                  | Causa              | Fonte  |
| ------ | ------------------------------- | ----------------- | -------------------------------- | ---------------------------------------- | --------------------------------- | -------------------------------------------------------- | ------------------ | ------ |
| 1 Jan  | Brasil                          | Presidente        | Jair Bolsonaro                   | Partido Liberal                          | Luiz Inácio Lula da Silva         | Partido dos Trabalhadores                                | Eleição            | [ 1 ]  |
| 1 Jan  | Suíça                           | Presidente        | Ignazio Cassis                   | Partido Liberal Radical                  | Alain Berset                      | Partido Social Democrata                                 | Rotação            | [ 2 ]  |
| 18 Jan | Vietname                        | Presidente        | Nguyễn Xuân Phúc                 | Partido Comunista                        | Võ Thị Ánh Xuân (interino)        | Partido Comunista                                        | Renúncia           | [ 3 ]  |
| 28 Fev | Chipre                          | Presidente        | Nicos Anastiasiades              | Aliança Democrática                      | Nikos Christodoulides             | Independente                                             | Eleição            | [ 4 ]  |
| 2 Mar  | Vietname                        | Presidente        | Võ Thị Ánh Xuân (interino)       | Partido Comunista                        | Võ Văn Thưởng                     | Partido Comunista                                        | Eleição indireta   | [ 5 ]  |
| 20 Mar | Trinidad e Tobago               | Presidente        | Paula-Mae Weekes                 | Independente                             | Christine Kangaloo                | Movimento Nacional Popular                               | Eleição indireta   | [ 6 ]  |
| 1 Abr  | San Marino                      | Capitães Regentes | Maria Luisa Berti                | Nós Sammarineses                         | Alessandro Scarano                | Partido Democrata Cristão                                | Eleição indireta   | [ 7 ]  |
| 1 Abr  | San Marino                      | Capitães Regentes | Manuel Ciavatta                  | Partido Democrata Cristão                | Adele Tonnini                     | Movimento Cívico R.E.T.E.                                | Eleição indireta   | [ 7 ]  |
| 11 Mai | Estados Federados da Micronésia | Presidente        | David Panuelo                    | Independente                             | Wesley Simina                     | Independente                                             | Eleição            | [ 8 ]  |
| 20 Mai | Montenegro                      | Presidente        | Milo Đukanović                   | Partido Democrático dos Socialistas      | Jakov Milatović                   | Europa Agora!                                            | Eleição            | [ 9 ]  |
| 29 Mai | Nigéria                         | Presidente        | Muhammadu Buhari                 | Congresso de Todos os Progressistas      | Bola Tinubu                       | Congresso de Todos os Progressistas                      | Eleição            | [ 10 ] |
| 8 Jul  | Letônia                         | Presidente        | Egils Levits                     | Aliança Nacional                         | Edgars Rinkēvičs                  | Unidade                                                  | Eleição indireta   | [ 11 ] |
| 26 Jul | Níger                           | Presidente        | Mohamed Bazoum                   | Partido para a Democracia e o Socialismo | Abdourahamane Tchiani             | Conselho Nacional para a Salvaguarda da Pátria           | Golpe de Estado    | [ 12 ] |
| 15 Ago | Paraguai                        | Presidente        | Mario Abdo Benítez               | Partido Colorado                         | Santiago Peña                     | Partido Colorado                                         | Eleição            | [ 13 ] |
| 30 Ago | Gabão                           | Presidente        | Ali Bongo                        | Partido Democrático                      | Brice Oligui (interino)           | Comitê para a Transição e a Restauração das Instituições | Golpe de Estado    | [ 14 ] |
| 1 Set  | Artsaque                        | Presidente        | Arayik Harutyunyan               | Pátria Livre                             | Davit Ishkhanyan (interino)       | Federação Revolucionária Armênia                         | Renúncia           | [ 15 ] |
| 9 Set  | Madagáscar                      | Presidente        | Andry Rajoelina                  | Tanora Malagasy Vonona                   | Christian Ntsay (interino)        | Independente                                             | Renúncia           | [ 16 ] |
| 10 Set | Artsaque                        | Presidente        | Davit Ishkhanyan (interino)      | Federação Revolucionária Armênia         | Samvel Shahramanyan               | Independente                                             | Eleição indireta   | [ 17 ] |
| 14 Set | Singapura                       | Presidente        | Halimah Yacob                    | Partido de Ação Popular                  | Tharman Shanmugaratnam            | Partido de Ação Popular                                  | Eleição            | [ 18 ] |
| 1 Out  | San Marino                      | Capitães Regentes | Alessandro Scarano               | Partido Democrata Cristão                | Filippo Tamagnini                 | Partido Democrata Cristão                                | Eleição indireta   | [ 19 ] |
| 1 Out  | San Marino                      | Capitães Regentes | Adele Tonnini                    | Movimento Cívico R.E.T.E.                | Gaetano Troina                    | Domani Motus Liberi                                      | Eleição indireta   | [ 19 ] |
| 27 Out | Madagáscar                      | Presidente        | Christian Ntsay (interino)       | Independente                             | Richard Ravalomanana (interino)   | Independente                                             | Decisão judicial   | [ 20 ] |
| 30 Out | Nauru                           | Presidente        | Russ Kun                         | Independente                             | David Adeang                      | Independente                                             | Perda de confiança | [ 21 ] |
| 17 Nov | Maldivas                        | Presidente        | Ibrahim Mohamed Solih            | Partido Democrático                      | Mohamed Muizzu                    | Congresso Nacional do Povo                               | Eleição            | [ 22 ] |
| 23 Nov | Equador                         | Presidente        | Guillermo Lasso                  | Movimiento CREO                          | Daniel Noboa                      | Povo, Igualdade e Democracia                             | Eleição            | [ 23 ] |
| 10 Dez | Argentina                       | Presidente        | Alberto Fernández                | Partido Justicialista                    | Javier Milei                      | Partido Libertário                                       | Eleição            | [ 24 ] |
| 16 Dez | Kuwait                          | Emir              | Nawaf Al-Ahmad Al-Jaber Al-Sabah | N/A                                      | Mishal Al-Ahmad Al-Jaber Al-Sabah | N/A                                                      | Morte              | [ 25 ] |
| 16 Dez | Madagáscar                      | Presidente        | Richard Ravalomanana (interino)  | Independente                             | Andry Rajoelina                   | Tanora Malagasy Vonona                                   | Eleição            | [ 26 ] |

## Chefes de governo e primeiros-ministros
| Data   | País                 | Cargo                               | Incumbente                                 | Partido                                     | Entrando                           | Partido                                  | Causa              | Fonte  |
| ------ | -------------------- | ----------------------------------- | ------------------------------------------ | ------------------------------------------- | ---------------------------------- | ---------------------------------------- | ------------------ | ------ |
| 25 Jan | Bósnia e Herzegovina | Presidente do Conselho de Ministros | Zoran Tegeltija                            | Aliança dos Social-Democratas Independentes | Borjana Krišto                     | União Democrática Croata                 | Eleição            | [ 27 ] |
| 25 Jan | Nova Zelândia        | Primeiro-ministro                   | Jacinda Ardern                             | Partido Trabalhista                         | Chris Hipkins                      | Partido Trabalhista                      | Renúncia           | [ 28 ] |
| 1 Fev  | Guiné Equatorial     | Primeiro-ministro                   | Francisco Pascual Obama Asue               | Partido Democrático                         | Manuela Roka Botey                 | Partido Democrático                      | Eleição            | [ 29 ] |
| 7 Mar  | Catar                | Primeiro-ministro                   | Khalid ibn Khalifa ibn Abdul Aziz Al Thani | Independente                                | Mohammed bin Abdul Rahman Al Thani | Independente                             | Nomeação           | [ 30 ] |
| 11 Mar | China                | Premiê                              | Li Keqiang                                 | Partido Comunista                           | Li Qiang                           | Partido Comunista                        | Renúncia           | [ 31 ] |
| 15 Mai | Eslováquia           | Primeiro-ministro                   | Eduard Heger                               | Democratas                                  | Ľudovít Ódor                       | Independente                             | Renúncia           | [ 32 ] |
| 25 Mai | Grécia               | Primeiro-ministro                   | Kyriakos Mitsotakis                        | Nova Democracia                             | Ioannis Sarmas                     | Independente                             | Eleição            | [ 33 ] |
| 6 Jun  | Bulgária             | Primeiro-ministro                   | Galab Donev                                | Independente                                | Nikolai Denkov                     | Continuamos a Mudança                    | Eleição            | [ 34 ] |
| 15 Jun | Roménia              | Primeiro-ministro                   | Nicolae Ciucă                              | Partido Nacional Liberal                    | Marcel Ciolacu                     | Partido Social-Democrata                 | Rotação            | [ 35 ] |
| 20 Jun | Finlândia            | Primeiro-ministro                   | Sanna Marin                                | Partido Social-Democrata                    | Petteri Orpo                       | Partido da Coligação Nacional            | Eleição            | [ 36 ] |
| 26 Jun | Grécia               | Primeiro-ministro                   | Ioannis Sarmas                             | Independente                                | Kyriakos Mitsotakis                | Nova Democracia                          | Eleição            | [ 37 ] |
| 1 Jul  | Timor-Leste          | Primeiro-ministro                   | Taur Matan Ruak                            | Partido de Libertação Popular               | Xanana Gusmão                      | Congresso Nacional para a Reconstrução   | Eleição            | [ 38 ] |
| 1 Ago  | Tunísia              | Primeiro-ministro                   | Najla Bouden Romdhane                      | Independente                                | Ahmed Hachani                      | Independente                             | Nomeação           | [ 39 ] |
| 8 Ago  | Guiné-Bissau         | Primeiro-ministro                   | Nuno Gomes Nabiam                          | Assembleia do Povo Unido                    | Geraldo Martins                    | Partido Africano para a Independência    | Eleição            | [ 40 ] |
| 8 Ago  | Níger                | Primeiro-ministro                   | Ouhoumoudou Mahamadou                      | Partido para a Democracia e o Socialismo    | Ali Lamine Zeine                   | Independente                             | Golpe de Estado    | [ 41 ] |
| 14 Ago | Paquistão            | Primeiro-ministro                   | Shehbaz Sharif                             | Liga Muçulmana do Paquistão-N               | Anwar ul Haq Kakar                 | Partido Awami do Baluchistão             | Renúncia           | [ 42 ] |
| 22 Ago | Camboja              | Primeiro-ministro                   | Hun Sen                                    | Partido Popular                             | Hun Manet                          | Partido Popular                          | Eleição            | [ 43 ] |
| 22 Ago | Tailândia            | Primeiro-ministro                   | Prayut Chan-o-cha                          | Partido da Nação Tailandesa Unida           | Srettha Thavisin                   | Puea Thai                                | Eleição            | [ 44 ] |
| 4 Set  | Vanuatu              | Primeiro-ministro                   | Ishmael Kalsakau                           | União dos Partidos Moderados                | Sato Kilman                        | Partido Progressista Popular             | Perda de confiança | [ 45 ] |
| 7 Set  | Gabão                | Primeiro-ministro                   | Alain Claude Billie By Nze                 | Partido Democrático                         | Raymond Ndong Sima                 | Independente                             | Golpe de Estado    | [ 46 ] |
| 15 Set | Letónia              | Primeiro-ministro                   | Krišjānis Kariņš                           | Unidade                                     | Evika Siliņa                       | Unidade                                  | Renúncia           | [ 47 ] |
| 28 Set | Essuatíni            | Primeiro-ministro                   | Cleopas Dlamini                            | Independente                                | Mgwagwa Gamedze (interino)         | Independente                             | Renúncia           | [ 48 ] |
| 6 Out  | Vanuatu              | Primeiro-ministro                   | Sato Kilman                                | Partido Progressista Popular                | Charlot Salwai                     | Movimento de Reunificação para a Mudança | Perda de confiança | [ 49 ] |
| 25 Out | Eslováquia           | Primeiro-ministro                   | Ľudovít Ódor                               | Independente                                | Robert Fico                        | Direção - Social-Democracia              | Eleição            | [ 50 ] |
| 31 Out | Montenegro           | Primeiro-ministro                   | Dritan Abazović                            | Ação Reformista Unida                       | Milojko Spajić                     | Europa Agora!                            | Eleição            | [ 51 ] |
| 1 Nov  | Butão                | Primeiro-ministro                   | Lotay Tshering                             | Partido Unido                               | Posição eliminada                  | Posição eliminada                        | Renúncia           | [ 52 ] |
| 1 Nov  | Butão                | Conselheiro-chefe                   | Nova posição                               | Nova posição                                | Dago Rigdzin                       | Independente                             | Renúncia           | [ 52 ] |
| 4 Nov  | Essuatíni            | Primeiro-ministro                   | Mgwagwa Gamedze (interino)                 | Independente                                | Russell Dlamini                    | Independente                             | Eleição            | [ 53 ] |
| 11 Nov | Argélia              | Primeiro-ministro                   | Aymen Benabderrahmane                      | Independente                                | Nadir Larbaoui                     | Independente                             | Nomeação           | [ 54 ] |
| 17 Nov | Luxemburgo           | Primeiro-ministro                   | Xavier Bettel                              | Partido Democrata                           | Luc Frieden                        | Partido Popular Social Cristão           | Eleição            | [ 55 ] |
| 27 Nov | Nova Zelândia        | Primeiro-ministro                   | Chris Hipkins                              | Partido Trabalhista                         | Christopher Luxon                  | Partido Nacional                         | Eleição            | [ 56 ] |
| 13 Dez | Polónia              | Primeiro-ministro                   | Mateusz Morawiecki                         | Lei e Justiça                               | Donald Tusk                        | Plataforma Cívica                        | Eleição            | [ 57 ] |
| 21 Dez | Guiné-Bissau         | Primeiro-ministro                   | Geraldo Martins                            | Partido Africano para a Independência       | Rui Duarte de Barros               | Independente                             | Nomeação           | [ 58 ] |